# Christine Kamau
Christine Kamau là một người chơi nhạc cụ người Kenya chơi kèn và saxophone. Cô đã biểu diễn tại nhiều lễ hội âm nhạc địa phương và đã xuất hiện trong loạt chương trình Beats Phi Châu của BBC có các nhạc sĩ châu Phi mới nổi.
Lớn lên ở Nakuru, Kamau thích âm nhạc từ khi còn nhỏ. Được cha mẹ khuyến khích, cô học lý thuyết âm nhạc và piano cổ điển từ năm 11 tuổi. Cô tiếp tục học tại Nhạc viện Kenya, nơi cô học kèn dưới Kagema Gichuhi. Bây giờ cô ấy chơi kèn trong dàn nhạc của Nhạc viện cũng như trong ban nhạc Người châu Phi của cô ấy.
Chuyên về nhạc jazz châu Phi, các bài hát của cô bao gồm "Nakuru Sunshine", "Conversations" và album tám bài hát This is for You. Phần sau trình bày các tác phẩm của cô kết hợp nhạc jazz với benga và rhumba.